# Sten Heckscher
Sten Heckscher (* 29. Juli 1942 in Stockholm) ist ein schwedischer Jurist und sozialdemokratischer Politiker. 
Heckscher ist ein Sohn des Politikers Gunnar Heckscher und Enkel des Wirtschaftshistorikers Eli Heckscher.
Heckscher studierte Rechtswissenschaften an der Universität Uppsala. Obwohl sein Vater Führer der bürgerlich-konservativen Högerpartiet war, engagierte sich Heckscher in sozialdemokratischer Politik. Er diente in öffentlichen Ämtern in und außerhalb der Regierung, bis Ministerpräsident Ingvar Carlsson ihn am Vorabend des Wahlsieges der Sozialdemokraten im Jahr 1994 zum Minister für Industrie und Arbeit ernannte. 
1996 trat er von diesem Amt zurück und wurde Leiter der schwedischen Reichspolizei. 2005 wurde er zum Obersten Richter am Oberverwaltungsgericht in Stockholm ernannt. 2007 wurde er Präsident des Obersten Verwaltungsgerichts von Schweden. 
| Personendaten    | Personendaten                                                |
| ---------------- | ------------------------------------------------------------ |
| NAME             | Heckscher, Sten                                              |
| KURZBESCHREIBUNG | schwedischer Rechtsanwalt und sozialdemokratischer Politiker |
| GEBURTSDATUM     | 29. Juli 1942                                                |
| GEBURTSORT       | Stockholm                                                    |